# 진례역
진례역(Jillye station, 進禮驛)은 경상남도 김해시 진례면 담안리에 위치한 철도역이다.

## 개요
2010년 12월 15일 경전선 복선 전철화 개통과 함께 여객 업무를 시작하였으며, 부산신항선이 분기한다. 당초 KTX 정차를 위하여 역사(驛舍)를 50억원을 들여 세웠지만 가까운 진영역에 KTX가 정차하게 되면서, 이 역에는 무궁화호 열차만 하루에 6회 정차하고 있다. 게다가 하루에 이용하는 승객이 10명 수준이라서 예산 낭비 사례로 불리고 있다. 그러나 차후 이 역 부근에 경상남도 테크노밸리가 건설될 예정으로 있어서 장기적으로는 여객 수송과 화물 수송에 기여할 것으로 예상된다.
이 역에서 창원중앙역까지 구간 중 터널이 있다.

## 역사
- 2010년 11월 30일 : 부산신항선 개통과 함께 영업 개시[3][4]
- 2010년 12월 15일 : 복선 전철화 개통과 함께 여객 취급 개시[5][6]

## 역 구조
승강장은 2면 4선의 쌍섬식 승강장으로 운용된다.

### 승강장
| ↑진영                               |
| ４３ \| ２１ \|                     |
| ↓창원중앙(경전선)/장유(부산신항선)↓ |

| 1 | 경전선 | 무궁화호 | 사용하지 않음                           |
| 2 | 경전선 | 무궁화호 | 마산 · 진주 · 순천 · 목포 방면          |
| 3 | 경전선 | 무궁화호 | 삼랑진 · 부전 · 밀양 · 대구 · 서울 방면 |
| 4 | 경전선 | 무궁화호 | 사용하지 않음                           |

## 인접한 역
| 경전본선                 | 경전본선      | 경전본선                     |
| ------------------------ | ------------- | ---------------------------- |
| 진영 부전 방면 서울 방면 | 무궁화 경전선 | 창원중앙 목포 방면 진주 방면 |